# Václav Nosek

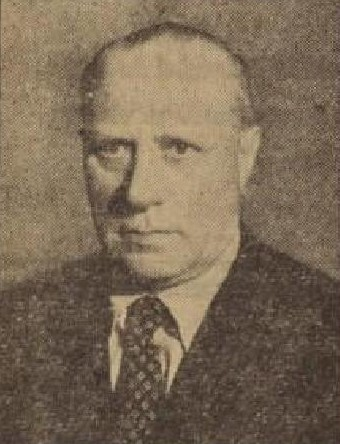
Václav Nosek

Václav Nosek (* 26. September 1892 in Velká Dobrá, Königreich Böhmen, Österreich-Ungarn; † 22. Juli 1955 in Prag) war ein kommunistischer tschechoslowakischer Politiker und Gewerkschafter.

## Leben
Nosek, von Beruf Bergarbeiter, war seit seiner Jugend gewerkschaftlich organisiert und Mitglied der Sozialdemokratischen Partei. Von 1914 bis 1917 diente er als Soldat der k.u.k. Armee im Ersten Weltkrieg. Er wurde jedoch aufgrund seiner Antikriegspropaganda vorzeitig aus dem Kriegsdienst entlassen. 1921 gehörte Nosek zu den Gründungsmitgliedern der Kommunistischen Partei der Tschechoslowakei (KPTsch), seit 1929 war er Mitglied ihres Zentralkomitees. Von 1925 bis 1938 war Nosek leitender Funktionär der Roten Gewerkschaften (Rudé odbory). 1939 war er vorübergehend inhaftiert und emigrierte anschließend nach Großbritannien. Im Exil war er seit 1941 Mitglied des Tschechoslowakischen Staatsrats in London und ab 1942 dessen stellvertretender Vorsitzender. 
Von 1945 bis 1955 war Nosek Mitglied des Präsidiums des Zentralkomitees der KPTsch, von 1945 bis 1953 Innenminister. In dieser Zeit war er maßgeblich am Aufbau des Obranné zpravodajstvi als Inlandsgeheimdienst beteiligt. Ab 1953 bis zu seinem Tode war er Minister für Arbeit und Wohlfahrt. 
1955 wurde Nosek mit dem Orden der Republik (Řád republiky) ausgezeichnet.

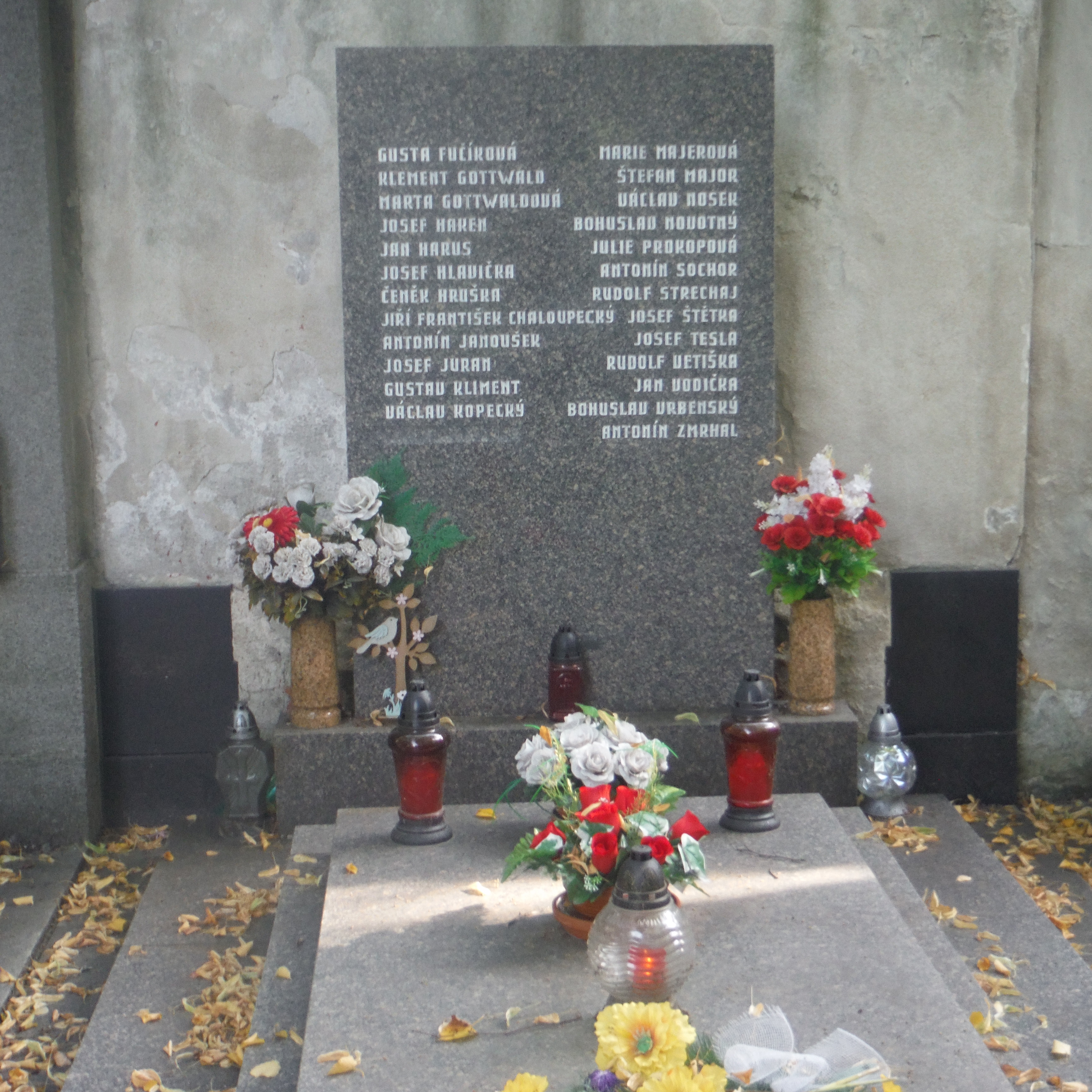
Sammelgrab in den Olšany-Friedhöfen mit den Urnen, welche ursprünglich im Nationaldenkmal am Veitsberg bestattet waren

Václav Nosek wurde nach seinem Tod kremiert, seine Urne fand ihren Platz neben der Klement Gottwalds im Nationaldenkmal am Veitsberg und wurde dort zusammen mit der Asche weiterer bedeutender tschechoslowakischer Kommunisten bis 1990  aufbewahrt. Nach der Samtenen Revolution wurden die Urnen schließlich aus dem Nationaldenkmal entfernt und in einem Sammelgrab in den Olšany-Friedhöfen bestattet.